# Rudolf Levin
Hermann Max Rudolf Levin (* 1. Juli 1909 in Dohna; † wahrscheinlich Frühjahr 1945 in Berlin) war ein deutscher Geisteswissenschaftler, SS-Sturmbannführer oder Obersturmbannführer und spätestens ab Beginn des Zweiten Weltkrieges im Sicherheitsdienst des Reichsführers SS Leiter des „H-Sonderauftrages“ zur „wissenschaftlichen“ Untersuchung der Hexenverfolgung.

## Leben
Levin, Sohn eines evangelischen Kantors und späteren Kirchenmusikdirektors, ging auf das Realreformgymnasium in Chemnitz. In den Jahren 1931 bis 1934 studierte er Geschichte, Germanistik, Anglistik und Philosophie in Kiel und Leipzig. Während seines Studiums wurde er Mitglied der Burschenschaft Arminia Kiel und der Burschenschaft Ghibellinia Leipzig. 1935 wurde er an der Universität Leipzig bei Joachim Wach (der als „Nichtarier“ noch im selben Jahr aus Deutschland emigrieren musste) und Theodor Litt promoviert. Thema seiner Dissertation war Der Geschichtsbegriff des Positivismus unter besonderer Berücksichtigung Mills und der rechtsphilosophischen Anschauungen John Austins.
Am 27. Juni 1937 beantragte Levin die Aufnahme in die NSDAP und wurde rückwirkend zum 1. Mai desselben Jahres aufgenommen (Mitgliedsnummer 4.583.184).
Ab 1938 oder ab Beginn des Zweiten Weltkriegs war Levin Nachfolger von Wilhelm Spengler als Leiter des vom Reichsführer SS Heinrich Himmler innerhalb des Sicherheitsdienstes (SD) initiierten „H-Sonderauftrages“ zur (pseudo)wissenschaftlichen Untersuchung der Hexenverfolgung und zur Anlage einer „Hexenkartothek“ (SS-Nummer 272.257). Das Vorhaben sollte offenbar Material für die generelle antikirchliche Propaganda des NS-Regimes liefern, Belege dafür, dass insbesondere die gemeinsamen jüdisch-christlichen Wurzeln der katholischen Kirche der Hintergrund der Hexenverfolgungen gewesen seien, und Material über eine heidnisch-altgermanische Volkskultur, die angeblich durch die Hexenverfolgung der Kirche zerstört werden sollte. Dem „H-Sonderauftrag“ gehörten mehrere Wissenschaftler in Diensten der SS an, die ihre Recherchen in über 260 Archiven und Bibliotheken meist verdeckt durchführten.
1938 skizzierte Levin – im Zusammenhang mit der Abwehr einer durch die 1935 gegründete Forschungsgemeinschaft Deutsches Ahnenerbe versuchten Annexion der von ihm geleiteten, aus rund einem Dutzend Mitarbeitern bestehenden Forschergruppe und des Hexenthemas – das Arbeitsprofil seiner Gruppe. Demnach richtete sich deren Tätigkeit auf folgende Probleme:
- die Erforschung der rassen- und bevölkerungsgeschichtlichen Folgewirkungen der Hexenprozesse
- die Wertung der Frau in Hexenprozessen und
- einen Überblick über das bisherige Schrifttum zu den Hexenprozessen sowie das Verfertigen einer thematischen Bibliographie.

Die Arbeitsgruppe bildete ab 1939 im Reichssicherheitshauptamt, Amt II und ab 1941 im Amt VII („Weltanschauliche Forschung und Auswertung“), eine eigene Dienststelle. Ab 1941 leitete Levin das Referat C3 „wissenschaftliche Sonderaufträge“ im Amt VII, dazu gehörte auch ein „ständiges Hilfsreferat für die H-Forschung“. Auf dem Arbeitsplan von 1942 standen mehr als ein Dutzend aufwendiger Abhandlungen, darunter zum Beispiel eine Studie über die geisteswissenschaftlichen Grundlagen des H-Komplexes, die wirtschaftlichen Folgen der H-Prozesse oder ein Grundbuch der H-Forschung. Auch kriegsbedingte Benutzungseinschränkungen in Archiven und Bibliotheken behinderten die Forschung, Recherchen nach Hexenprozessakten waren weit unwichtiger als die kriegswichtige Arbeit. Am 19. Januar 1944 stellte der Sicherheitsdienst die Erfassungsarbeiten kriegsbedingt ein, da nach Levin „jetzt andere politisch aktuelle Fragen sehr drängen“.
Über die Arbeiten im Sicherheitsdienst Reichsführer SS hinaus versuchte Rudolf Levin sich im universitären Wissenschaftsbetrieb zu etablieren, um in die Fußstapfen seines Amtschefs, Franz Six, zu treten, stand aber als Assistent in dessen Schatten. 1944 versuchte er, sich mit einer Arbeit über „Das magische Problem bei den Gerichtsprozessen des 16. und 17. Jahrhunderts und seine Auswirkungen auf das Volksleben“ zu habilitieren. Die Arbeit wurde jedoch von der Philosophischen Fakultät der Universität München abgelehnt, weil sie „keinen Nachweis strenger methodischer Wissenschaftlichkeit erbracht“ habe.

## Schriften
- Der Geschichtsbegriff des Positivismus unter besonderer Berücksichtigung Mills und der rechtsphilosophischen Anschauungen John Austins. Moltzen, Leipzig 1935, (Leipzig, Universität, Dissertation, 1935).
- Das Geschichtsbild und die außenpolitische Willensbildung. In: Zeitschrift für Politik. Band 33, Nr. 3, 1943, ISSN 0044-3360, S. 181–184, JSTOR:43528101.
- Geisteswissenschaftliche Methodik der Gegnerforschung. In: Grundprobleme der Gegnerforschung. Vorträge, gehalten auf der Oktobertagung 1943 des RSiHA, Amt VII. Reichssicherheitshauptamt, s. l. 1943, S. 1–27.